# Funeral

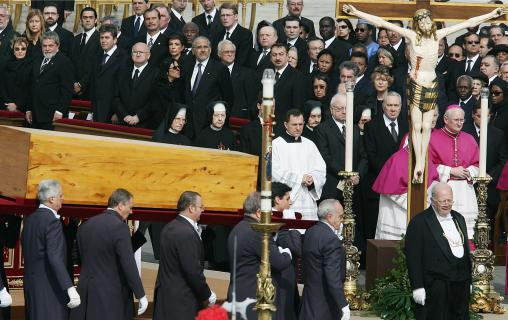
Funeral católico do Papa João Paulo II.

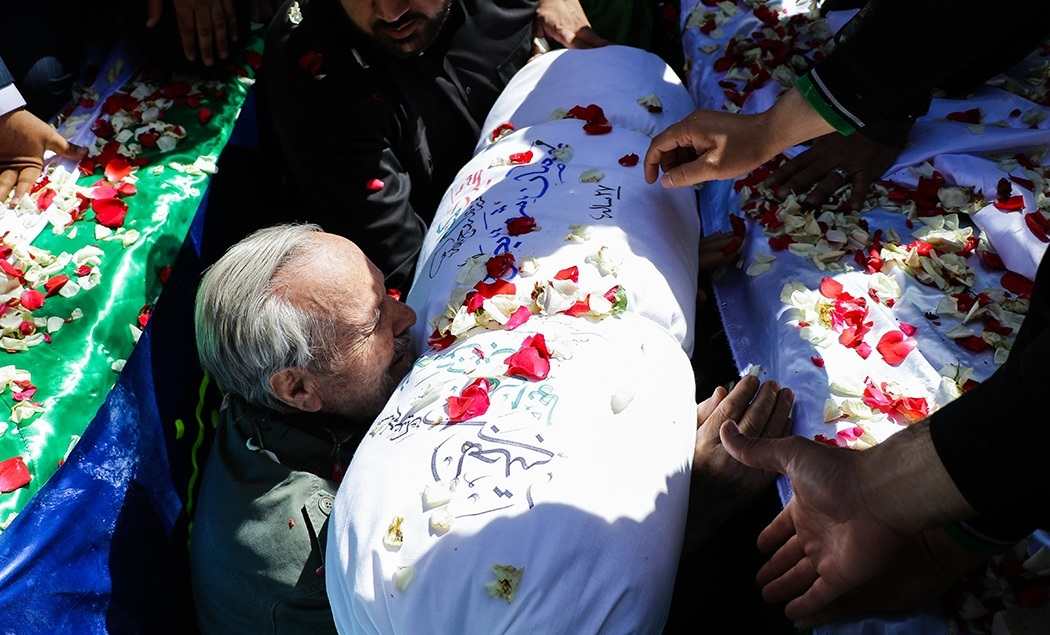
Funeral_of_two_unknown_martyrs_in_Tehran_-_15_March_2018_(13961224000577636567240251172894_27143)

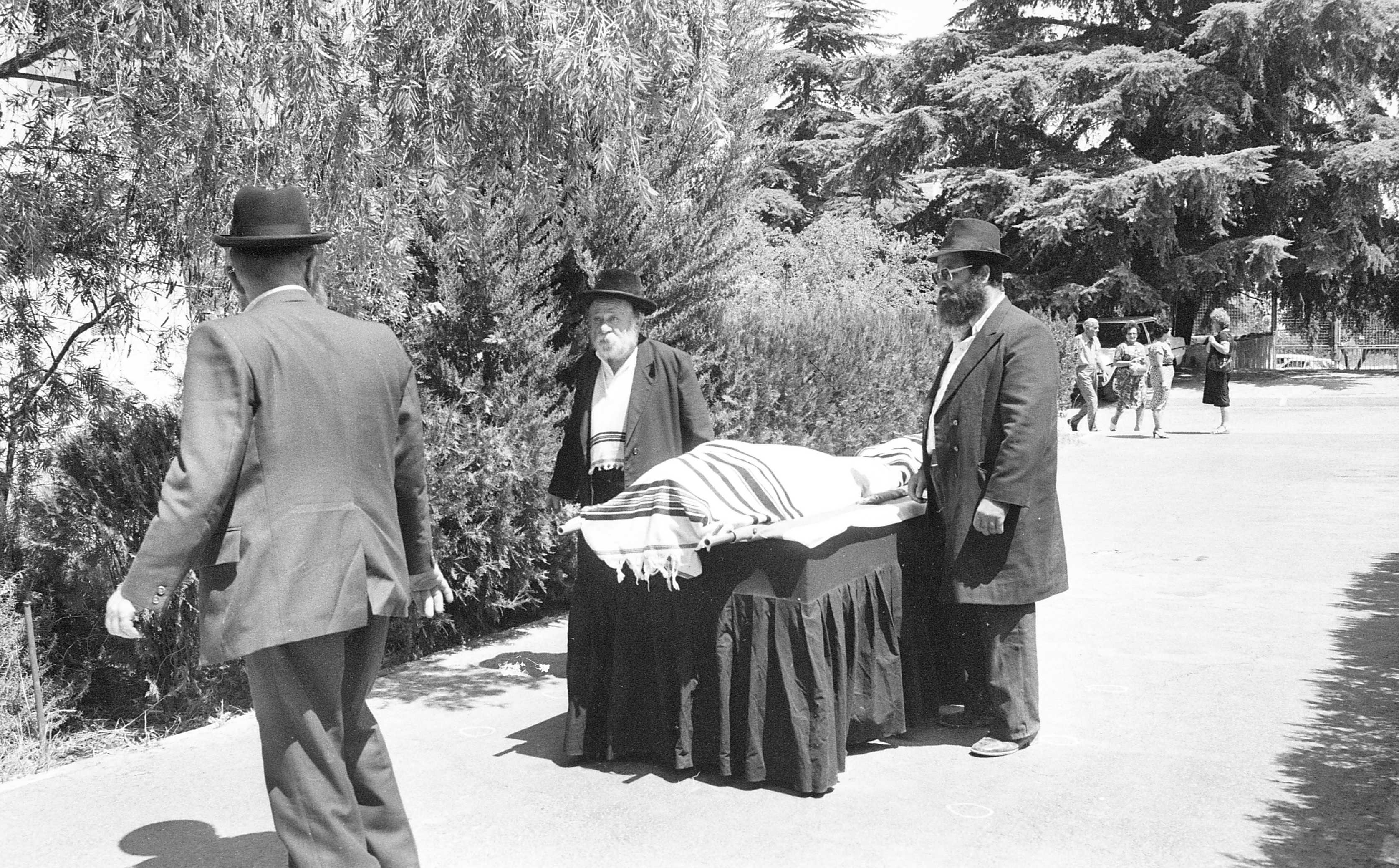
Funeral judeu.

Funeral é o conjunto de ritos, religiosos ou culturais, adotados antes, durante e, em alguns casos, após o sepultamento, como despedida a seguir à morte de uma pessoa. Podem existir ritos diferentes consoante as variantes internas de cada religião. Normalmente existem empresas funerárias que oferecem serviços relacionados à preparação, organização e execução de funerais, procissões fúnebres e sepultamentos.
No caso do funeral católico, o procedimento toma o nome de exéquias (velório, missa de corpo presente e cortejo fúnebre para o sepultamento).
No Islamismo os ritos funerários começam com a oração Salat al-Janazah, seguida da lavagem ritual do corpo (Ghusl) e o envolvimento do falecido num pano simples (kafã), seguindo-se o sepultamento.
O Judaísmo realiza a recitação do Kadish (oração pelos mortos), antes do sepultamento.
Para os últimos ritos do Hinduísmo, o Antyesti é central, com mantras e orações entoados por um sacerdote e pelos familiares, pedindo à alma que se liberte do seu corpo físico e continue o seu ciclo de reencarnação após a cremação.
Tradicionalmente, nos ritos budistas são lidos sermões e realizados cânticos ou sutras (orações fúnebres budistas), com o corpo apresentado num caixão simples aberto com uma imagem do falecido e uma imagem de Buda colocada nas proximidades, sendo posteriormente cremado.

## Origens
Os funerais existem desde o início da humanidade, sendo anteriores ao aparecimento do Homo sapiens. Os vestígios mais antigos de possíveis rituais fúnebres datam de há 400 mil anos, em Atapuerca.